# José Fermín
José Miguel Fermín (Puerto Plata, República Dominicana, 29 de marzo de 1999), más conocido como José Fermín, es un jugador profesional dominicano de béisbol que se desempeña en la posición de segunda base en St. Louis Cardinals, equipo de las Grandes Ligas de Béisbol (MLB).

## Carrera
En 2023, Fermín hizo su debut en la MLB con el equipo St. Louis Cardinals, donde lleva jugando dos temporadas.